# Big Walter Price

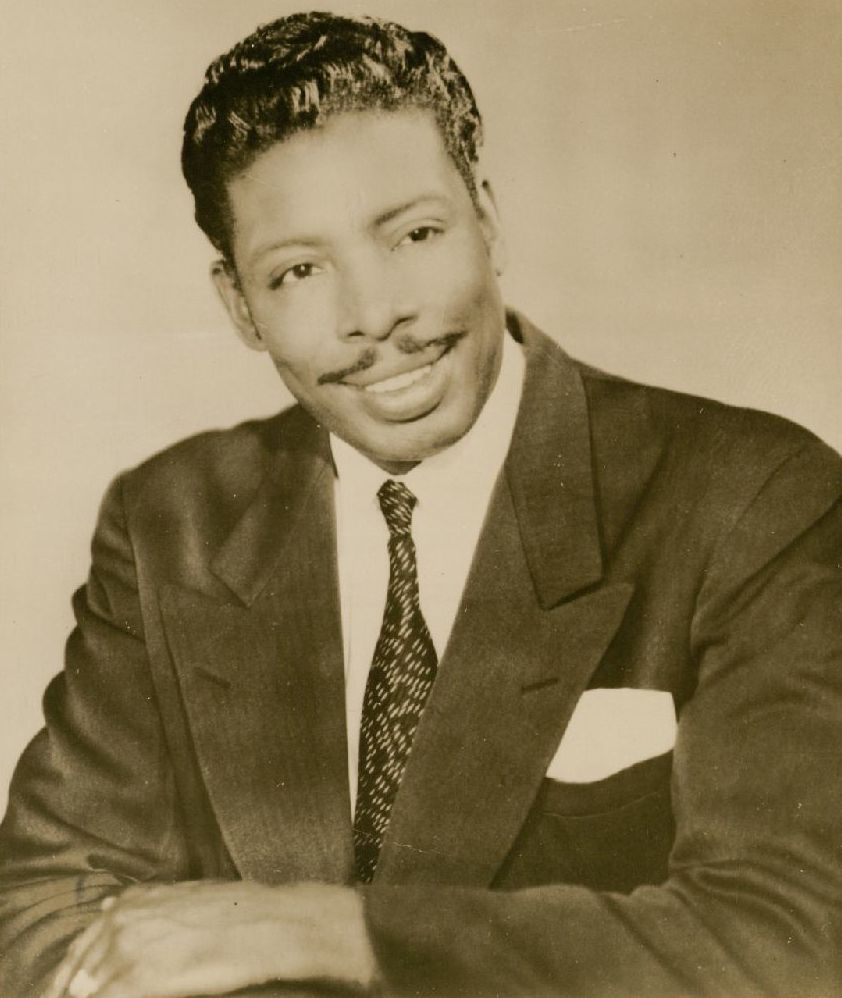
Big Walter Price

Big Walter Price (* als Walter Travis Price 2. August 1914 in Gonzales, Texas; † 8. März 2012 in Houston, Texas) war ein US-amerikanischer Musiker (Piano, Gesang) und Songwriter des Texas Blues.

## Leben und Wirken
Walter Price wuchs bei seiner Tante auf, verließ mit elf Jahren sein Zuhause und zog nach San Antonio, wo er sich mit verschiedenen Jobs durchschlug, bevor er in den 1940er Jahren mit der Musikszene in Berührung kam. Er begann Songs zu schreiben und lernte das Klavierspiel. In den 1950er Jahren entstanden seine ersten Plattenaufnahmen; für Bob Tanners Label TNT in San Antonio spielte er drei Singles ein, die 1955 erschienen. Die erste Schallplatte war Calling Margie, die unter der Bandbezeichnung Big Walter and his Thunderbirds veröffentlicht wurde, was ihm den Namenszusatz The Thunderbird einbrachte. Ende 1955 zog er nach Houston und wirkte bei Aufnahmen von Clarence Gatemouth Brown für das Label Peacock mit, die 1956/57 erschienen und erfolgreich waren. Für das Label nahm er u. a. die Singles Shirley Jean und Pack Fair And Square / Hello Maria auf, begleitet von Mitgliedern der Little-Richard-Band, The Upsetters (Grady Gaines, Clifford Burks, Nat Douglas). Letzterer Song wurde in den 1970er Jahren von der J. Geils Band und von Nine Below Zero gecovert.
1958 nahm Price zwei Singles für das Label Goldband in Lake Charles (Louisiana) auf, San Antonio / Crazy Dream und Oh Ramona. In den 1960er Jahren nahm er für verschiedene kleine Label Schallplatten auf, die jedoch nicht erfolgreich waren. In dieser Zeit arbeitete Price in einem Striptease-Club in Houston. Er trat weiter als Musiker auf, führte einen Schallplattenladen und den Musikverlag Dinosaur, außerdem arbeitete er als Diskjockey für den lokalen Sender KCOH und trat in Filmen wie Die schwarzen Zombies von Sugar Hill (1974) auf. In den 1980er Jahren erschienen bislang unveröffentlichte Aufnahmen von Big Walter Price auf LP.

## Diskographische Hinweise
- G.L. Crockett meets Big Walter Price - Rockin’ with the Blues